# Scoutisme béninois

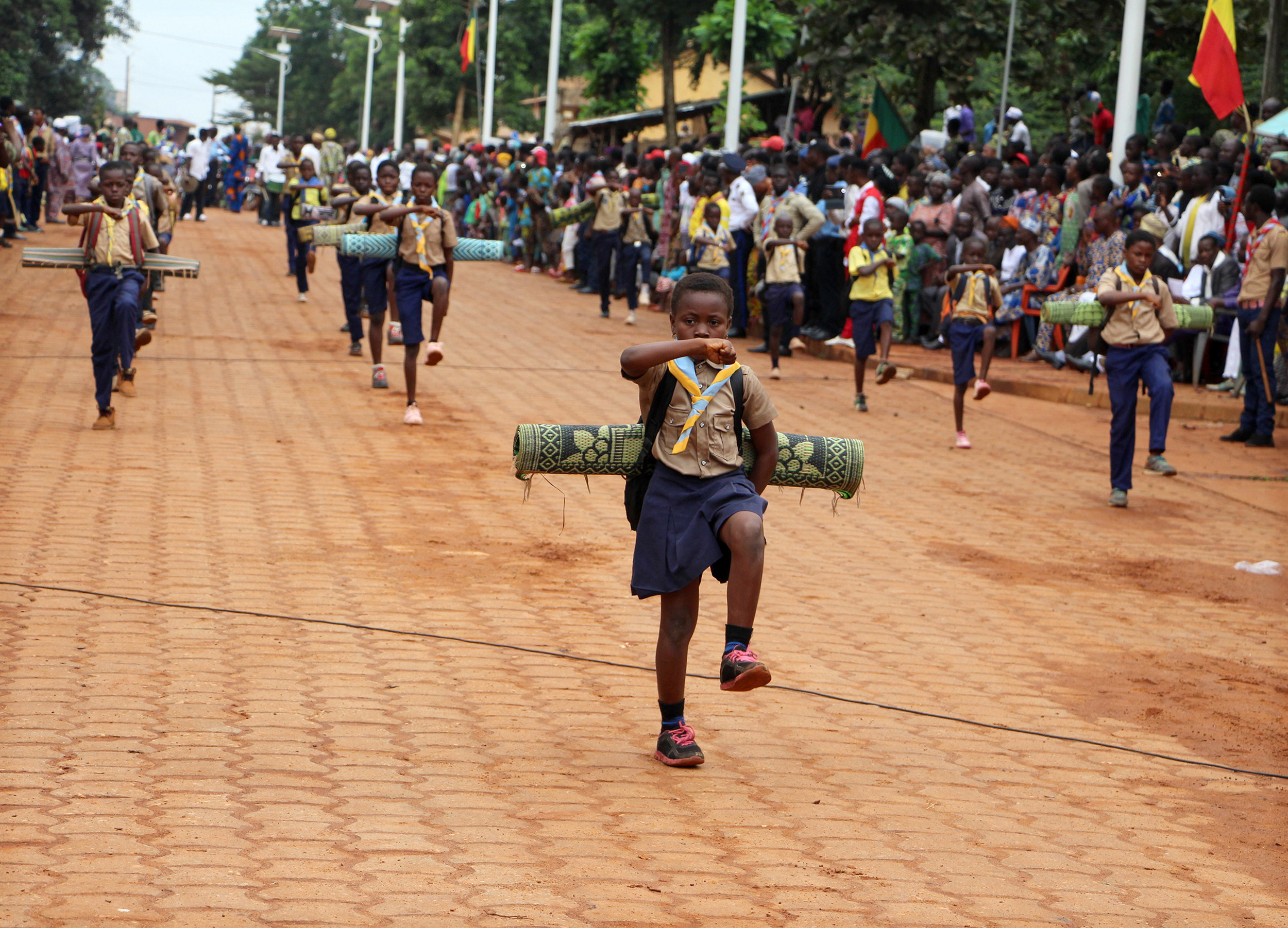
Parade de scouts.

Le Scoutisme béninois est l'organisation nationale de scoutisme au Bénin et comptait 5259 membres en 2008. Sa devise est Sois Prêt.

## Historique
Le Scoutisme béninois est fondé dans les années 1930, et intègre l'Organisation mondiale du mouvement scout en 1964. La branche féminine (Guides du Bénin) est quant à elle membre de l'AMGE.

## Pédagogie par âge
- Louveteaux/Louvettes : entre 6 et 12 ans
- Éclaireurs/Éclaireuses : entre 11 et 16 ans
- Compagnons/Compagnes : entre 15 et 19 ans
- Routiers/Guides : entre 18 et 35 ans